# Diocèse de Formosa
Ne doit pas être confondu avec Diocèse de Formosa (Brésil).
Le diocèse de Formosa (en latin : Dioecesis Formosae ; en espagnol : Diócesis de Formosa) est un diocèse de l'Église catholique en Argentine, suffragant de l'archidiocèse de Resistencia.

## Territoire
Il comprend la province de Formosa ce qui correspond à un territoire d'une superficie de 72 066 km2 divisé en 30 paroisses.
Le siège épiscopal est dans la ville de Formosa où se trouve la cathédrale Notre-Dame-du-Mont-Carmel (es).

## Historique
Le diocèse est érigé le 11 février 1957 par la constitution apostolique Quandoquidem adoranda du pape Pie XII en prenant une partie du territoire du diocèse de Resistencia (aujourd'hui archidiocèse de Resistencia).
Par la lettre apostolique Decor Carmeli du 9 novembre 1962, le pape Jean XXIII confirme que la Vierge Marie honorée sous le vocable de Notre-Dame du Mont-Carmel est la patronne principale du diocèse.
Nommé suffragant de l'archidiocèse de Santa Fe de la Vera Cruz lors de sa création, il intègre la province ecclésiastique de l'archidiocèse de Corrientes le 10 avril 1961. Il change encore de province ecclésiastique le 28 février 1984 pour devenir suffragant de l'archidiocèse de Resistencia.

## Évêques
- Raúl Marcelo Pacífico Scozzina, O.F.M (7 mai 1957 - 31 mars 1978)
- Dante Carlos Sandrelli (31 mars 1978 - 14 janvier 1998)
- José Vicente Conejero Gallego, depuis le 14 janvier 1998